# Töre landsfiskalsdistrikt
Töre landsfiskalsdistrikt var 1918-1959 ett landsfiskalsdistrikt i Norrbottens län, bildat när Sveriges indelning i landsfiskalsdistrikt trädde i kraft den 1 januari 1918, enligt beslut den 7 september 1917. Den 1 juli 1959 (enligt beslut den 6 februari 1959) upphörde distriktet då det förenades med Nederkalix landsfiskalsdistrikt.
Landsfiskalsdistriktet låg under länsstyrelsen i Norrbottens län.

## Ingående områden
Den 1 januari 1924 utbröts Töre landskommun ur Nederkalix landskommun.

### Från 1918
- Töre församling i Nederkalix landskommun

### Från 1924
- Töre landskommun